# Osu Super Idol Unit
 (octobre 2016).
Si vous disposez d'ouvrages ou d'articles de référence ou si vous connaissez des sites web de qualité traitant du thème abordé ici, merci de compléter l'article en donnant les références utiles à sa vérifiabilité et en les liant à la section « Notes et références ».
OS☆U (Osu Super Idol Unit, l'étoile est en fait le point du I de « Idol » représenté sur le logo du groupe), est un groupe de musique japonais formé en août 2010 par l'agence Nigiwai Factory Nagoya, actuellement composé d'un vingtaine de membres idoles réparties dans 4 équipes.
Le groupe est originaire de Nagoya dans la préfecture de Aichi.

## Histoire
Le concept du groupe d'idoles vient de Osu (大須) qui est une rue commerçante de Nagoya. Les membres représentent la culture populaire des jeunes avec des thèmes tels que les anime, les maids, les otaku...
Les OS☆U ont fait leurs débuts en live en  août 2010 après leur formation.
Leur premier single Kiss! Kiss!! ~Chizu ni Nai Michishirube~ est sorti en octobre 2010.
Les filles ont commencé à étendre leurs activités vers d’autres régions en 2011.
Les OS☆U ont été finalistes des U.M.U. Award 2011. Elles étaient en compétition contre d'autres idoles japonaises locales.
Le groupe est réparti en deux équipes nommées POP☆STAR et SMILE☆STAR en janvier 2012.
Le groupe d'idoles a interprété la chanson tie-up de la Aonami Line (あおなみ線) en avril 2012. Cette ligne ferroviaire relie la gare de Nagoya à celle de Kinjo-Futo.
Les membres sont nommées au poste de correspondantes Play! Aichi (特派員) en juillet 2012. Elles étaient chargées des relations publiques pour la promotion de la préfecture d'Aichi.
Les membres des OS☆U ont été nommées ambassadrices et ont interprété la chanson thème de centres de dons du sang de la Croix Rouge d'Aichi au début de l'année 2013.
Les équipes Pop☆Star et Smile☆Star ont été créées en avril 2013.
Elles ont été réorganisées en Platinum☆Stars et Golden★Stars en mai 2013.
Une 3e équipe a été ajoutée en août 2013 lorsque les membres de la 5e génération ont rejoint le groupe.
Les OS☆U ont remporté la 1re place à la « Amachan » Map Nationwide Local Idol Ranking Battle (NHKオンデマンド全国『あまちゃん』マップ全国ご当地アイドルランキングバトル) en décembre 2013. Le concours était basé sur le drama populaire Amachan. D’autres groupes d'idoles locaux tels que les LinQ, Hime Kyun Fruit Kan, etc., ont participé à la compétition. À la suite de cette victoire, les OS☆U ont prêté leur image pour représenter NHK On Demand en 2014.
Kanami Ban est également actrice. Elle a joué dans les pièces de théâtre Changing Hotel (チェンジング☆ホテル), Sengoku Kourin Girl (戦国降臨ガール), Meitantei Hajimemashita (名探偵はじめました) et Alice in Paradox (アリスインパラドックス).
En janvier 2015, les anciennes équipes ont été remplacées par les teams O, S, U et ☆ (prononcé  « star »).
Elles font leurs débuts en major avec le single Gangan Dance / Kimi no Tame ni... qui sort en mars 2015.
À la même année, deux sous-groupes de forment : Maneki Neko from OS☆U, et Lady Note from OS☆U.
Le 23 janvier 2016, lors du concert régulier This is OS☆U LIVE vol.6 tenu au X-HALL à Nagoya, il est annoncé que les quatre équipes du groupe sont réorganisées en trois et changent leurs noms pour : Elegant☆Star, Cheerful☆Star et Glowing☆Star.

## Membres
Team O
- Chisei Kiyosato (清里千聖)
- Makoto Asakura (朝倉真琴)
- Meigi Saito (斉藤萌)
- Ayano Mochizuki(望月綾乃)
- Maria Hoshino (星野麻里愛)

Team S
- Moe Takahashi (高橋萌)
- Eiko Yasumi (八角瑛子)
- Asuka Miwa (美和明日香)
- Miho Araki (荒木美穂)
- Yuki Watanabe (渡辺友貴)

Team U
- Kanami Ban (伴かなみ)
- Tomomi Morisaki (森咲智美)
- Masami Chono (蝶野晶美)
- Saki Ono (大野咲貴)
- Maki Naruse (成瀬未佳)
- Ayaka Kai (甲斐彩花)

Team ☆
- Rin Wakasugi (若杉凜)
- Mei Koda (香田メイ)
- Ayu Katoyu (加藤亜優)
- Risa Oshima (大島梨紗)

### Anciens membres
- Shiho Yokochi (横地志保)
- Mai Fujita (藤田まい)
- Yūki Ono (小野勇気)
- Rino Inudo (犬童梨乃)
- Miki Kaji (梶美希)
- Riko Okajima (岡島里恋)
- Hikari Komoto (甲本ヒカリ)
- Mizuki Usuda (臼田瑞姫)
- Himuro Nodoka (氷室のどか)
- Catherine Masako Nagasawa (長澤キャサリン雅子)
- Erika Hijikata (土方瑛里香)
- Aya Tamaki (玉置亜弥)
- Mai Sakuragi (桜木まい)
- Sayaka Usami (宇佐美沙耶香)
- Reika Toda (戸田玲香)

## Discographie

### EP
1. 18 août 2013 : Present for You

### Compilations
1. 18 août 2013 : OS☆U Best (volumes 1 & 2)
2. 1er novembre 2017 : passage -OS☆U Best-

### Singles
Indies
Major
Singles numériques
1. 14 décembre 2010 : Merry Christmas!!
2. 15 août 2015 : OS☆U DE  Iin Janai (OS☆U DE いいんじゃない？?)
3. 26 mars 2016 : 11 (Eleven) ~Wasurenai Kou~ (11（イレブン）～忘れない光～?)